# Clastogeno
È definito clastogeno (dal greco antico κλαστός - rotto + geno) un agente chimico o fisico in grado di indurre un'anomalia o un'alterazione nella struttura di un cromosoma, mediante cancellazione, aggiunta o traslocazione di sue sezioni.
Si tratta di una forma di mutagenesi, che può essere all'origine di una carcinogenesi, dal momento che le cellule che non muoiono per effetto clastogenico possono diventare cancerose.
Tra gli agenti clastogeni sono conosciuti il giallo di acridina, il benzene, l'ossido di etilene, l'arsenico, la fosfina e la mimosina.